# Hatalmas kis hazugságok (televíziós sorozat)
A Hatalmas kis hazugságok (eredeti cím: Big Little Lies) 2017-ben indult amerikai televíziós sorozat, melyet Liane Moriarty azonos című regényéből David E. Kelley adaptált képernyőre. A sorozat 2017. február 19-én debütált az HBO-n. A hét epizódból álló első évadot Kelley forgatókönyve alapján Jean-Marc Vallée rendezte. Bár eredetileg minisorozatnak szánták, a HBO egy második évad elkészítését is megrendelte. Az évad gyártása 2018 márciusában kezdődött, premierje 2019. június 9-én volt. A hét epizód mindegyikét Kelley írta és Andrea Arnold rendezte.    
A főbb szerepekben Reese Witherspoon, Nicole Kidman, Shailene Woodley, Laura Dern és Zoë Kravitz látható. A sorozat öt kaliforniai nő történetét meséli el, akik egy gyilkossági ügy nyomozásába keverednek bele. Alexander Skarsgård, Adam Scott, James Tupper, Jeffrey Nordling, Kathryn Newton és Iain Armitage mellékszerepekben tűnik fel. A második évad során Meryl Streep is csatlakozott a főszereplőkhöz.
A kritikusok dicsérték a sorozatot, kiemelve a forgatókönyvet, a rendezést, a színészi játékot, az operatőri munkát és a zenét. Az első évad tizenhat Primetime Emmy-jelölésből nyolcat nyert meg (köztük legjobb színészeknek járó díjakat, melyeket Skarsgård és Dern vehetett át), valamint több Golden Globe-győzelmet és jelölést is szerzett. Kidman és Skarsgård alakításával Screen Actors Guild-díjakat is hazavihetett. 
A harmadik évad érkezését 2023 novemberében Nicole Kidman, majd 2024-ben Reese Witherspoon a Golden Globe díjátadón is megerősítette.  

## Szereplők
| Szereplő                                           | Színész             | Magyar hang           |
| -------------------------------------------------- | ------------------- | --------------------- |
| Madeline Martha Mackenzie                          | Reese Witherspoon   | Kökényessy Ági        |
| Celeste Wright                                     | Nicole Kidman       | Pápai Erika           |
| Jane Chapman                                       | Shailene Woodley    | Tarr Judit            |
| Perry Wright (Celeste férje)                       | Alexander Skarsgård | Fekete Ernő           |
| Ed Mackenzie (Madeline férje)                      | Adam Scott          | Rajkai Zoltán         |
| Bonnie Carlson                                     | Zoë Kravitz         | Gáspár Kata           |
| Nathan Carlson (Madeline volt férje, Bonnie férje) | James Tupper        | Bede Fazekas Szabolcs |
| Renata Klein                                       | Laura Dern          | Götz Anna             |
| Gordon Klein (Reneta férje)                        | Jeffrey Nordling    | Epres Attila          |
| Abigail Carlson (Madeline és Nathen lánya)         | Kathryn Newton      | Kardos Eszter         |
| Ziggy Chapman (Jane fia)                           | Iain Armitage       | Mayer Marcell         |
| Josh Wright (Celeste és Perry fia)                 | Cameron Crovetti    | Tóth Viktor           |
| Max Wright (Celeste és Perry fia)                  | Nicholas Crovetti   | Tóth Márk             |
| Chloe Mackenzie (Madeline és Ed lánya)             | Darby Camp          | Gyarmati Laura        |
| Amabella Klein (Renata és Gordon lánya)            | Ivy George          | Szűcs Anna Viola      |
| Skye Carlson (Bonnie és Nathan lánya)              | Chloe Coleman       | Mayer Szonja          |
| Mary Louise Wright (Celeste anyósa, Perry anyja)   | Meryl Streep        | Ráckevei Anna         |

## Fogadtatás
A sorozat az IMDb-n 8,7/10-es osztályzatot kapott, 25435 szavazat alapján. A Rotten Tomatoes oldalán 94%-on áll, 713 szavazat alapján. A Metacritic-en pedig 7,9/10, 147 szavazat alapján.  
A sorozat számos rangos díjat és elismerést ért el. A sorozat első és második évada összesen 21 jelölést kapott és 8 Emmy-díjat nyert el. A Golden Globe Awards-on 9 jelölést kapott, és 4 Golden Globe díjat el is nyert.  

## Fordítás
- Ez a szócikk részben vagy egészben  a   Big Little Lies (TV series) című angol Wikipédia-szócikk fordításán alapul.  Az eredeti cikk szerkesztőit annak laptörténete sorolja fel. Ez a jelzés csupán a megfogalmazás eredetét és a szerzői jogokat jelzi, nem szolgál a cikkben szereplő információk forrásmegjelöléseként.